# Ta-čou
Ta-čou (čínsky pchin-jinem Dázhōu, znaky 达州) je městská prefektura v Čínské lidové republice, kde patří do provincie S’-čchuan. Celá provincie má rozlohu 16 454 čtverečních kilometrů a v roce 2000 v ní žilo 5,8 milionu lidí, v roce 2020 pak 5,3 milionu obyvatel.

## Poloha
Ta-čou je nejvýchodnější prefekturou provincie S’-čchuan. Hraničí na severu se Šen-si, na východě s Čchung-čchingem, na jihu s Kuang-anem a na západě s Nan-čchungem a s Pa-čungem.
Nachází se tak v prostoru mezi čtyřmi velkými městy: Čchung-čchingem, Čcheng-tu, Si-anem a Wu-chanem.
Krajina je zde převážně hornatá, leží zde pohoří Ta-pa-šan.

## Administrativní členění
Městská prefektura Ta-čou se člení na sedm celků okresní úrovně, a sice dva městské obvody, jeden městský okres a čtyři okresy.
| Tchung-čchuan Ta-čchuan městský okres · Wan-jüan okres · Süan-chan okres · Kchaj-ťiang okres · Ta-ču okres · Čchü |        |                       |                    |                                  |
| Název | Název  | Počet obyvatel (2020) | Rozloha km² (2020) | Hustota zalidnění (obyv. na km²) |
| český přepis | znaky  | Počet obyvatel (2020) | Rozloha km² (2020) | Hustota zalidnění (obyv. na km²) |
| Městské obvody |        |                       |                    |                                  |
| Tchung-čchuan | 通川区 | 905 678               | 863                | 1 050                            |
| Ta-čchuan | 达川区 | 945 191               | 2 179              | 434                              |
| Městský okres |        |                       |                    |                                  |
| Wan-jüan | 万源市 | 406 685               | 4 011              | 101                              |
| Okresy |        |                       |                    |                                  |
| Süan-chan | 宣汉县 | 954 090               | 4 271              | 223                              |
| Kchaj-ťiang | 开江县 | 414 310               | 1 031              | 402                              |
| Ta-ču | 大竹县 | 841 960               | 2 085              | 404                              |
| Čchü | 渠县   | 917 508               | 2 015              | 455                              |
| |        |                       |                    |                                  |
| Celkem | Celkem | 5 385 422             | 16 454             | 327                              |